# 잔프랑코 페레
잔프랑코 페레(이탈리아어: Gianfranco Ferré, 1944년 8월 15일 ~ 2007년 6월 17일)는 이탈리아의 패션 디자이너이다.